# Fariborz Besarati
Fariborz Jafar Mostaghim Besarati (ur. 23 sierpnia 1966 w Raszcie w Ieanie) – szwedzki zapaśnik walczący w obu stylach. Dwukrotny olimpijczyk. Jedenasty w Barcelonie 1992 i czternasty w Atlancie 1996, w kategorii 48 kg, w stylu wolnym.
Trzynasty na mistrzostwach świata w 1995. Czwarty na mistrzostwach Europy w 1993. Drugi na igrzyskach bałtyckich w 1993. Zdobył trzy złote medale na mistrzostwach nordyckich w latach 1993 – 1996.